# انریکو بمبیری
انریکو بمبیری (انگلیسی: Enrico Bombieri؛ زادهٔ ۲۶ نوامبر ۱۹۴۰) دانشمند در زمینه معادله دیفرانسیل با مشتقات جزئی اهل ایتالیا است.
وی همچنین برندهٔ جوایزی همچون مدال فیلدز و جایزه بالزان شده‌است.